# Rainer Zimmermann (Handballspieler)

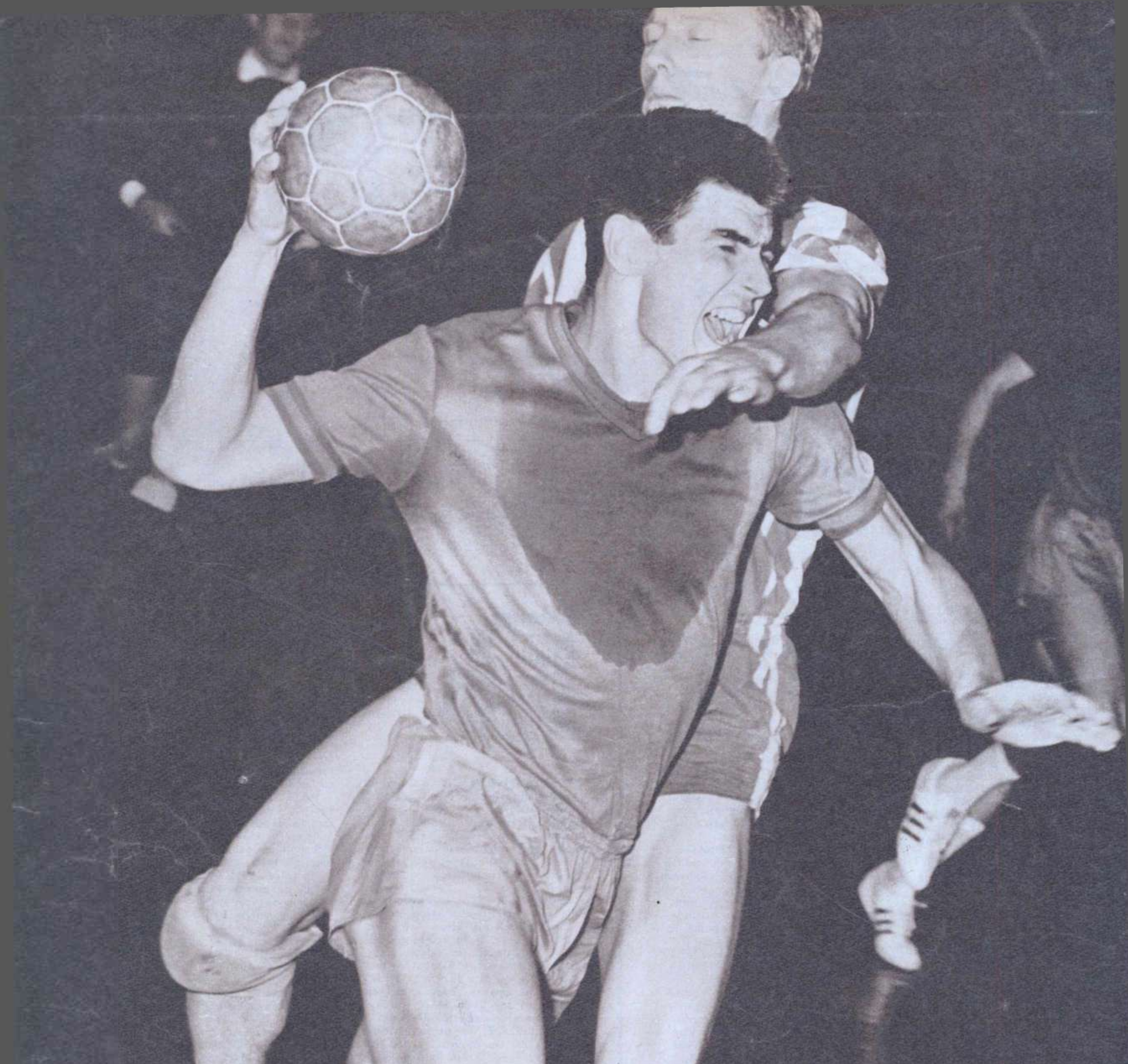
Zimmermann (im Hintergrund) im Europapokalspiel Steaua Bukarest - Dynamo Berlin (1967/68)

Rainer Zimmermann (* 2. Mai 1942 in Glogau; † 25. Oktober 2022) war ein deutscher Handballspieler.
Der 1,76 Meter große Rainer Zimmermann spielte für den SC Dynamo Berlin.
Im Aufgebot der Männer-Handballnationalmannschaft der DDR spielte Zimmermann bei der Weltmeisterschaft 1967 und bei der Weltmeisterschaft 1970, bei der er Zweiter wurde. Bei Olympia 1972 erzielte er in drei Spielen für die DDR acht Tore. Er bestritt insgesamt 111 Länderspiele für das Team der DDR und erzielte dabei 264 Tore.